# Monaco GP
Monaco GP es un videojuego de carreras arcade lanzado por Sega en noviembre de 1979 en Japón y en enero de 1980 en el resto del mundo. Más tarde, en 1980, se lanzó una versión mejorada, Pro Monaco GP. Uno de los últimos videojuegos de Sega en usar chips TTL en lugar de una CPU de microprocesador, el juego hace que los jugadores compitan contra el reloj y pasen a los corredores rivales mientras intentan ganar puntos conduciendo a través de cinco áreas.
El juego fue un éxito comercial en las salas de juegos. En Japón, estuvo entre los tres juegos más taquilleros de 1979 y entre los cinco primeros en 1980, mientras que en los Estados Unidos fue el juego de conducción más taquillero de 1981. Continuó apareciendo regularmente en las listas de arcade japonesas hasta 1983 e hizo un número récord de apariciones en las listas de arcade de EE. UU. desde 1980 hasta 1987. El Monaco GP fue portado al SG-1000 en 1983. La serie también tuvo lanzamientos posteriores Super Monaco GP y Ayrton Senna's Super Monaco GP II.

## Modo de juego

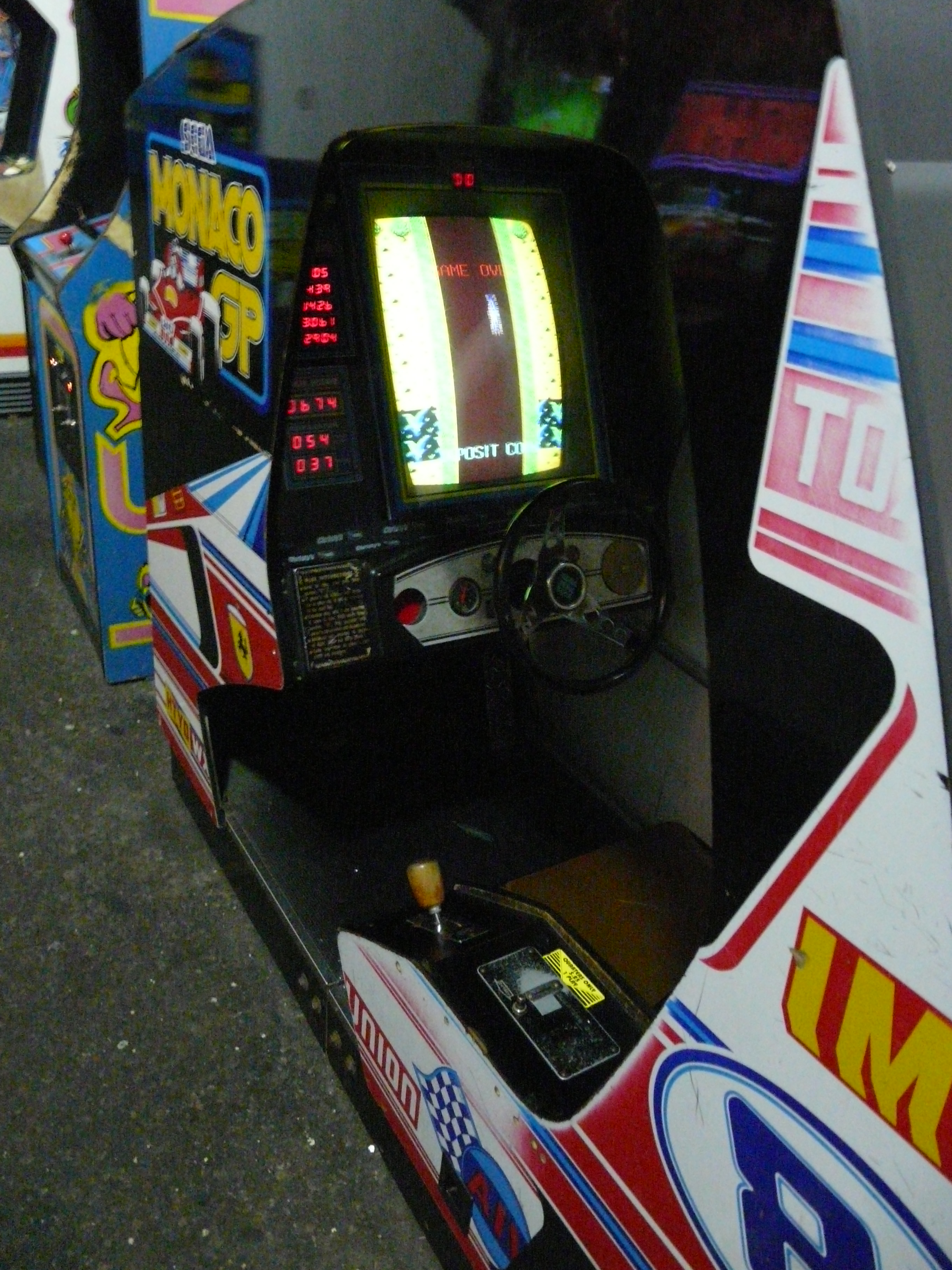
El gabinete de cabina de lujo de Monaco GP. En el interior, una palanca de cambios está a la izquierda y un volante y un pedal están debajo del monitor.

Monaco GP es un juego de carreras que se juega desde una perspectiva aérea, donde el objetivo principal es terminar un recorrido antes de que se acabe el tiempo. Los puntos se otorgan a medida que el jugador corre a través de cinco áreas. A medida que avanza el juego, los autos rivales controlados por la inteligencia artificial del juego se vuelven más rápidos, el camino se estrecha y la superficie del camino cambia a hielo y grava. Varios peligros en la carretera incluyen charcos, puentes angostos y túneles donde la vista del conductor está limitada por el alcance de los faros del automóvil en la pantalla. El cronómetro continúa la cuenta regresiva hasta que se anotan 2000 puntos; luego, el sistema cambia a un número limitado de vidas. A los 6000 puntos y nuevamente a los 8000, los autos rivales aumentan su velocidad. Según Sega Arcade History, el concepto de este sistema de temporizador provino del presidente de Sega Enterprises, Hayao Nakayama. Pro Monaco GP, una versión mejorada del juego lanzada más tarde, presenta un nivel de dificultad más alto que el juego original.

## Desarrollo y lanzamiento
Monaco GP fue uno de los últimos juegos de arcade creados por Sega en utilizar circuitos lógicos discretos basados en lógica transistor-transistor (TTL) en lugar de una unidad central de procesamiento (CPU) basada en microprocesador. El juego funciona con más de 100 chips en dos placas de circuito. Las imágenes se almacenan en pequeños chips personalizados de memoria de solo lectura (ROM), incluidos sprites, automóviles y el mensaje «game over». Los efectos de sonido, como los motores de los automóviles, una sirena y el sonido de las ruedas deslizándose sobre el pavimento, son generados por amplificadores operacionales y otros circuitos analógicos. La información de puntuación aparece en varios LED ubicados en el gabinete, incluida la puntuación del jugador y la tabla de puntuación más alta. Pro Monaco GP también cuenta con un sistema de respaldo de batería para guardar puntajes altos si el gabinete pierde energía.
Existen múltiples estilos de gabinetes de arcade para el juego, incluido un gabinete de cabina de lujo que fue diseñado para aproximarse a sentarse detrás del volante de un automóvil de carreras con un volante acolchado y un pedal del acelerador. También se crearon una carcasa de sobremesa y un armario vertical más pequeño.
Exhibido inicialmente en el show de la Asociación de Atracciones de Japón en Tokio en 1979, Monaco GP recibió una recepción positiva en su debut. El presidente de Sega, David Rosen, calificó la cálida recepción del juego en la demostración como evidencia de la creciente aceptación mundial de los juegos de arcade que funcionan con monedas.  Monaco GP se lanzó en noviembre de 1979 en Japón, y en enero de 1980 en todo el mundo a través de Sega/Gremlin.  Pro Monaco GP, una versión mejorada con un mayor nivel de dificultad, se lanzó en Japón en marzo de 1980, y en todo el mundo en julio del mismo año.  El juego original fue luego portado a SG-1000 y SC-3000, las primeras consolas de videojuegos de Sega.  El puerto SG-1000 se lanzó en 1983 en Japón, y en marzo de 1984 en Europa.

## Recepción

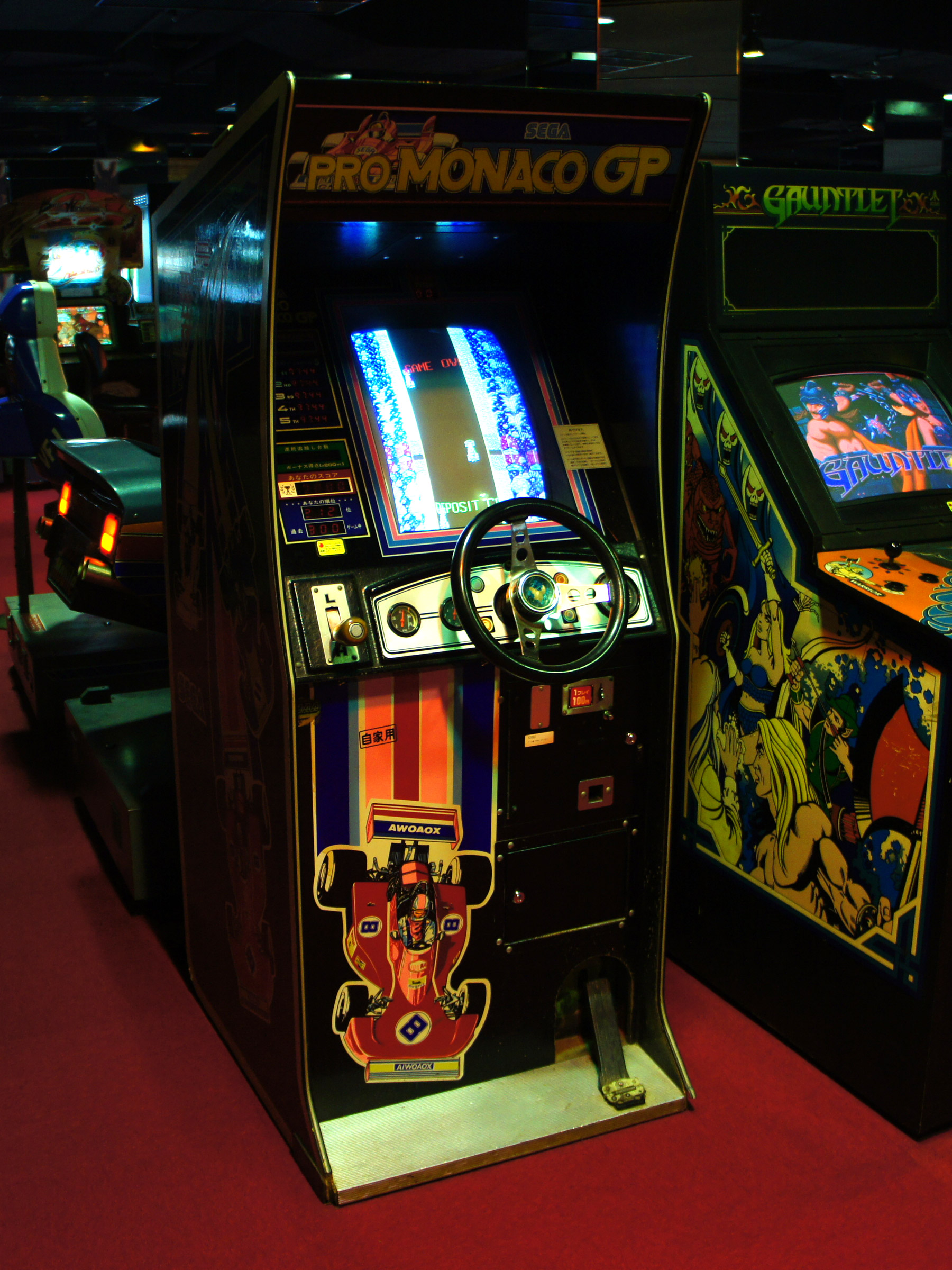
Un gabinete de arcade vertical Pro Monaco GP, con volante para control y pedal de acelerador en la parte inferior.

Monaco GP se convirtió en un gran éxito en las salas de juegos. En Japón, fue el tercer juego de arcade de 1979 con mayor recaudación, luego el quinto juego de arcade de 1980 con mayor recaudación, y luego el vigésimo videojuego de arcade de 1982 con mayor recaudación. La revista japonesa Game Machine más tarde incluyó a Monaco GP en su edición del 15 de julio de 1983 como el quinto gabinete de arcade vertical/cabina con mayor recaudación del mes en Japón. En América del Norte, Cashbox informó que Monaco GP fue el juego de conducción arcade más popular en los EE. UU. en 1981, y estuvo entre los juegos con mayor recaudación del año. El juego apareció en las listas mensuales de ganancias de arcade de la revista RePlay de la industria de arcade desde abril de 1980 hasta abril de 1987, un número récord de apariciones al que Galaga de Namco fue el siguiente más cercano a alcanzar. En 1985, Eddie Adlum de RePlay calificó a Monaco GP como el éxito arcade «más duradero» en surgir en 1979. La revista francesa Tilt le dio a la versión SC-3000 del juego 6 de 6 estrellas en gráficos y 4 de 6 en jugabilidad.

## Secuelas y relanzamientos
Más tarde, Sega revivió la serie Monaco GP con Super Monaco GP en 1989, y Ayrton Senna's Super Monaco GP II en 1992. El diseñador de Super Monaco GP, Hisao Oguchi, había jugado Monaco GP antes de trabajar para Sega, y cuando Oguchi decidió diseñar un juego basado en la Fórmula 1, comenzó con un nombre diferente, pero eligió Super Monaco GP después de escuchar opiniones de que el nombre era bueno. Hizo referencia a un paralelismo entre el Gran Premio de Mónaco como el principal evento de carreras y Sega como la principal compañía en salas de juegos.
En 2003, Sega hizo una nueva versión de Monaco GP para PlayStation 2, como parte de la colección Sega Ages 2500. La nueva versión presenta una serie de adiciones que incluyen más autos y modos de juego. Kurt Kalata de Hardcore Gaming 101 aplaudió la nueva versión de 2500 en particular por sus mejoras en la jugabilidad del original, creyendo que habría sido digno de un lanzamiento por separado fuera de Japón.